# Kayser-Fleischer-Kornealring

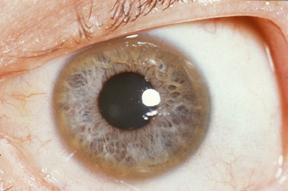
Kayser-Fleischer-Kornealring

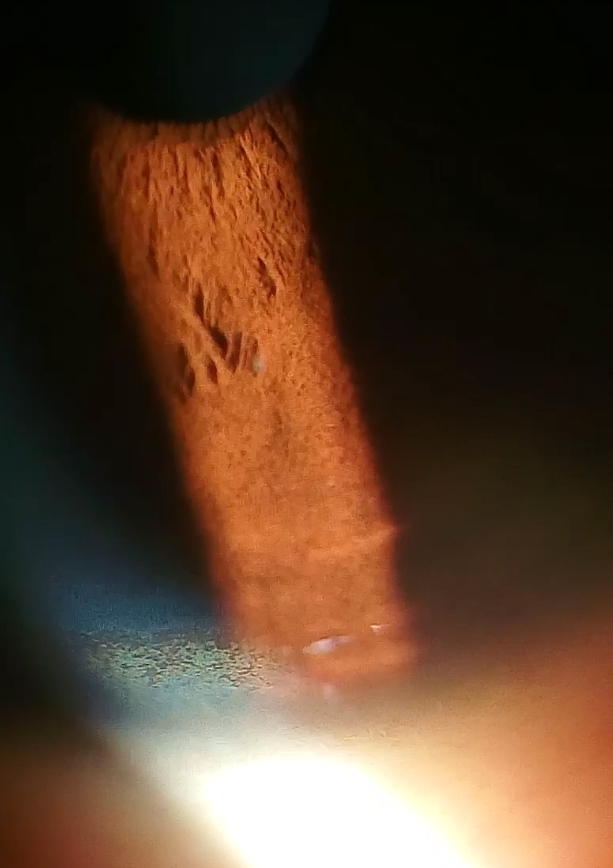
Mithilfe der Spaltlampe werden die Kupferablagerungen am Rand der Hornhaut besser erkennbar

Der Kayser-Fleischer-Kornealring (Kornea = Hornhaut) ist eine Veränderung der Hornhaut des Auges als charakteristisches Symptom des Morbus Wilson.

## Beschreibung
Beim Morbus Wilson handelt es sich um eine vererbte Stoffwechselstörung mit Kupferüberladung des Körpers. Am Rand der Hornhaut bildet sich hierbei ein grünlicher, manchmal auch ins Bräunliche spielender Ring durch Ablagerung von Kupfer in der Descemet-Membran. Der Ring muss nicht ganz geschlossen sein. Besonders deutlich ist der Befund in der Untersuchung mit der Spaltlampe zu erheben. Oft ist das Phänomen so deutlich, dass man von einer Blickdiagnose sprechen kann. Benannt ist der Kornealring zu Ehren der deutschen Augenärzte Bernhard Kayser und Bruno Fleischer, die ihn 1902 beziehungsweise 1903 beschrieben haben.
„Kayser-Fleischer-Kornealringe“ dürfen nicht mit den „Fleischer-Ring“ verwechselt werden, die bei einem Keratokonus auftreten können. Hier kommt es zu einer vermehrten Eisenablagerung aus dem Tränenfilm.